# Antiochos le Moine
Pour les articles homonymes, voir Antiochos.
Antiochos le Moine ou le Sabbaïte, ou  Antiochus, Antiochius, Antioche, est un auteur ecclésiastique, né près d'Ancyre en Galatie à la fin du VIe siècle, moine à Mar Saba dans la première moitié du VIIe siècle, mort sans doute vers 630 ou 635.
C'est vraisemblablement le saint chrétien célébré le 24 décembre, ou le 22 janvier.

## Histoire et tradition
Il a composé un florilège de citations bibliques et patristiques (Pandecte de la Sainte Écriture) contenant des sources rares, ainsi qu'une confession de foi (exomologèsis) liée aux événements de la conquête perse de la Palestine en 614, qui ont conduit à l'identifier, sans autre raison valable, à Stratègios.

## Référence aux éditions
CPG 7842-7843

## Liens
- Ressource relative à la religion :   - Dictionnaire de spiritualité
- Notice dans un dictionnaire ou une encyclopédie généraliste :   - Deutsche Biographie
- Notices d'autorité :   - VIAF
  - ISNI
  - IdRef
  - LCCN
  - GND
  - Italie
  - Pays-Bas
  - Pologne
  - Israël
  - NUKAT
  - Vatican
  - WorldCat